# Sestry Klenkovy

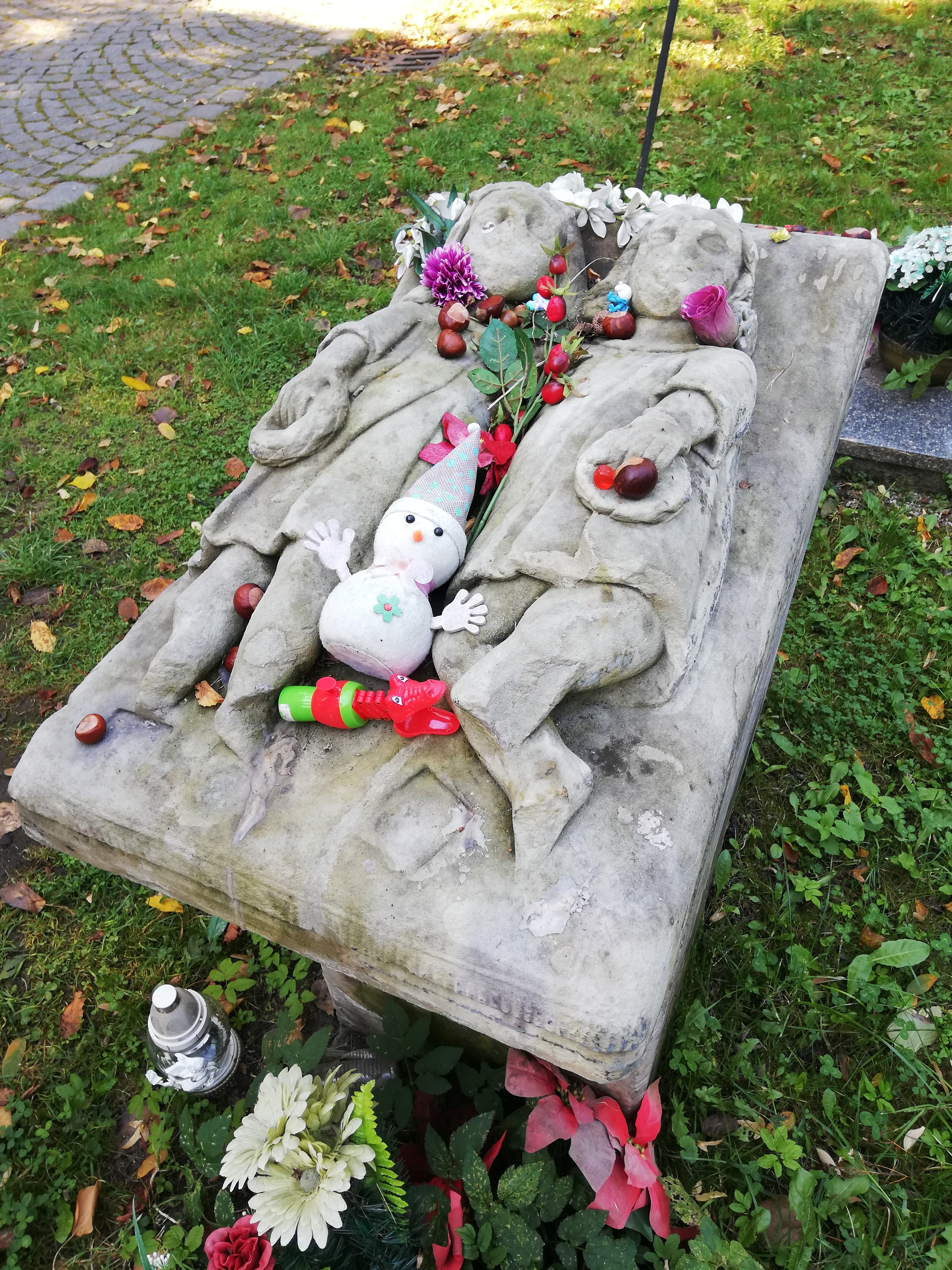
Náhrobek sester Klenkových v říjnu 2021

Sestry Klenkovy je velice známý náhrobek na Olšanských hřbitovech v Praze opředený žižkovskou legendou o tragicky zahynulých děvčátcích Františce a Antonii Klenkových. Již na počátku 19. století se náhrobek stal hojně navštěvovaným obdobně jako náhrobek Svaté holčičky na Malostranském hřbitově.

## Podrobně

### Náhrobek údajných sester Klenkových
Jedním ze zajímavých a vůbec nejstarších náhrobků nalézajících se na Olšanských hřbitovech je i ten, který sem byl přenesen ze starého Olšanského hřbitova I zaniklého roku 1860. Náhrobek připomíná dvě malá děvčátka – sestřičky (jsou zobrazeny dvěma dětskými postavičkami vytesanými do náhrobního kamene; postavičky nemají zobrazeny dolní části nohou), kterým měl v roce 1806 na pražském Žižkově přejet nohy kočár a které svým zraněním podlehly. Neštěstí se událo na málo frekventované ulici, když si hrály poblíž jedné z žižkovských usedlostí. Děti včas nezpozorovaly blížící se formanský vůz (zemědělský povoz) a připletly se pod jeho kola. Na následky úrazu (rozdrcení dolních částí nohou) za několik desítek minut na místě obě zemřely. Náhrobek je součástí jedné z žižkovských legend, která se vztahuje i k Olšanským hřbitovům. Dle této legendy se údajně jednalo o sestry Klenkovy (Františka a Antonie) Jejich příběh se stal známým už v 19. století a tak se náhrobek (na rozdíl od jiných, mnohdy i významnějších) při rušení starého Olšanského hřbitova I zachránil a byl přenesen na současné místo. Příběh byl a je natolik znám, že lidé přinášejí dívenkám na hrob květiny neustále. Těla děvčátek zde ale pohřbena nejsou. V rámci projektu „Adopce významných hrobů“ se o náhrobek stará městská část Praha 3.

### Nápisová deska skutečných sester Klenkových
Na kamenné nápisové desce (nejspíše nejstarší s českým textem na Olšanských hřbitovech) ve zdi hřbitova (za obvodovou zdí hřbitova tj. na vnější straně hřbitovní zdi nedaleko kostela svatého Rocha, Olšanské náměstí, Praha 3 – Žižkov) vzdušnou čarou nedaleko od tohoto náhrobku (ten se ale nachází uvnitř hřbitova) je text (po převodu do soudobé češtiny):
Zde dvě sestry spolu spíme, Klenkovy jsme zrozeny, že nás anděl vzbudí, víme, neb jsme v Kristu zrozeny. Kterýkoli tady půjdeš, rozvaž svoje pohodlí, tě žádáme, když to přečteš, tak se za nás pomodli!
autor textu je neznámý, první část nápisu na kamenné nápisové desce, 
Je více než pravděpodobné, že tato nápisová deska k náhrobku se dvěma tragicky zesnulými dívkami vůbec nepatří.
Vedle prosby o modlitbu je na kamenné nápisové desce (špatně čitelným písmem) vytesán ještě jeden nápis, který (po převodu do soudobé češtiny) zní takto:
Zde v Pánu odpočívá panna Antonia Klenková, která se ve věku 28 let odebrala na věčnost 6. března 1805 a též zde v Pánu odpočívá paní Františka De Pauli Ziskowa z Nového Města Pražského, která ve stáří 26 let zesnula 8. ledna 1806.
autor textu je neznámý, druhá část nápisu na kamenné nápisové desce, 
A toto je skutečná deska sester Klenkových.

### Záměna
Náhrobek údajných sester Klenkových byl původně umístěn na zrušeném I. olšanském hřbitově v místech, kde se dnes (rok 2021) nachází park okolo kostela svatého Rocha. A právě v blízkosti původní lokace náhrobku se (na vnější zdi hřbitova) nachází i nápisová deska skutečných sester Klenkových, od jejíhož textu byla chybně odvozena i jména obou tragicky zesnulých sestřiček.